# Drapeau et armoiries de Santiago Matatlán
Le drapeau et les armoiries de Santiago Matatlán, de municipalité à l'État mexicain de Oaxaca, sont ses emblèmes officiels de la commune et de la ville de Santiago Matatlán.

## Drapeau
Le drapeau du Santiago Matatlán est le drapeau local et le pavillon de la municipalité à l'État d'Oaxaca. Ce drapeau est rectangulaire de proportions 4:7 à bandes horizontales magenta, vert et magenta de même taille. En son centre, sur la bande café à l'État d'Oaxaca, figurent les armes de Santiago Matatlán. Il a été adopté le 31 janvier 2017.

## Armoiries

Armoiries de Santiago Matatlán.

Les armoiries de la ville de Santiago Matatlán, un symbole de la municipalité.
C'est un bouclier divisé en quatre quartiers, dans le quartier orange et bleu il y a un alambic pour faire du mezcal, dans le quartier vert inférieur une agave mezcal et au centre l'image de Saint Jacques et Majeur.